# Oldřich Havlín
Oldřich Havlín (13. září 1902 – ?) byl český fotbalový útočník.

## Hráčská kariéra
V československé lize hrál za AFK Vršovice/Bohemians AFK Vršovice (dobové názvy Bohemians) ve 26 utkáních, v nichž dal sedm branek. V roce 1927 se s AFK Vršovice účastnil turné po Austrálii, kde byl tým uváděn jako Bohemians a po němž klub u tohoto názvu zůstal.

### Prvoligová bilance
| Ročník             | Zápasy | Góly | Minuty | Klub                   |
| ------------------ | ------ | ---- | ------ | ---------------------- |
| I. liga 1925       | 3      | 0    | 270    | AFK Vršovice           |
| I. liga 1925/26    | 15     | 4    | –      | AFK Vršovice           |
| I. liga 1927       | 5      | 1    | 450    | AFK Vršovice           |
| I. liga 1927/28    | 3      | 2    | –      | Bohemians AFK Vršovice |
| CELKEM I. ČS. LIGA | 26     | 7    | –      |                        |